# 紅岩谷

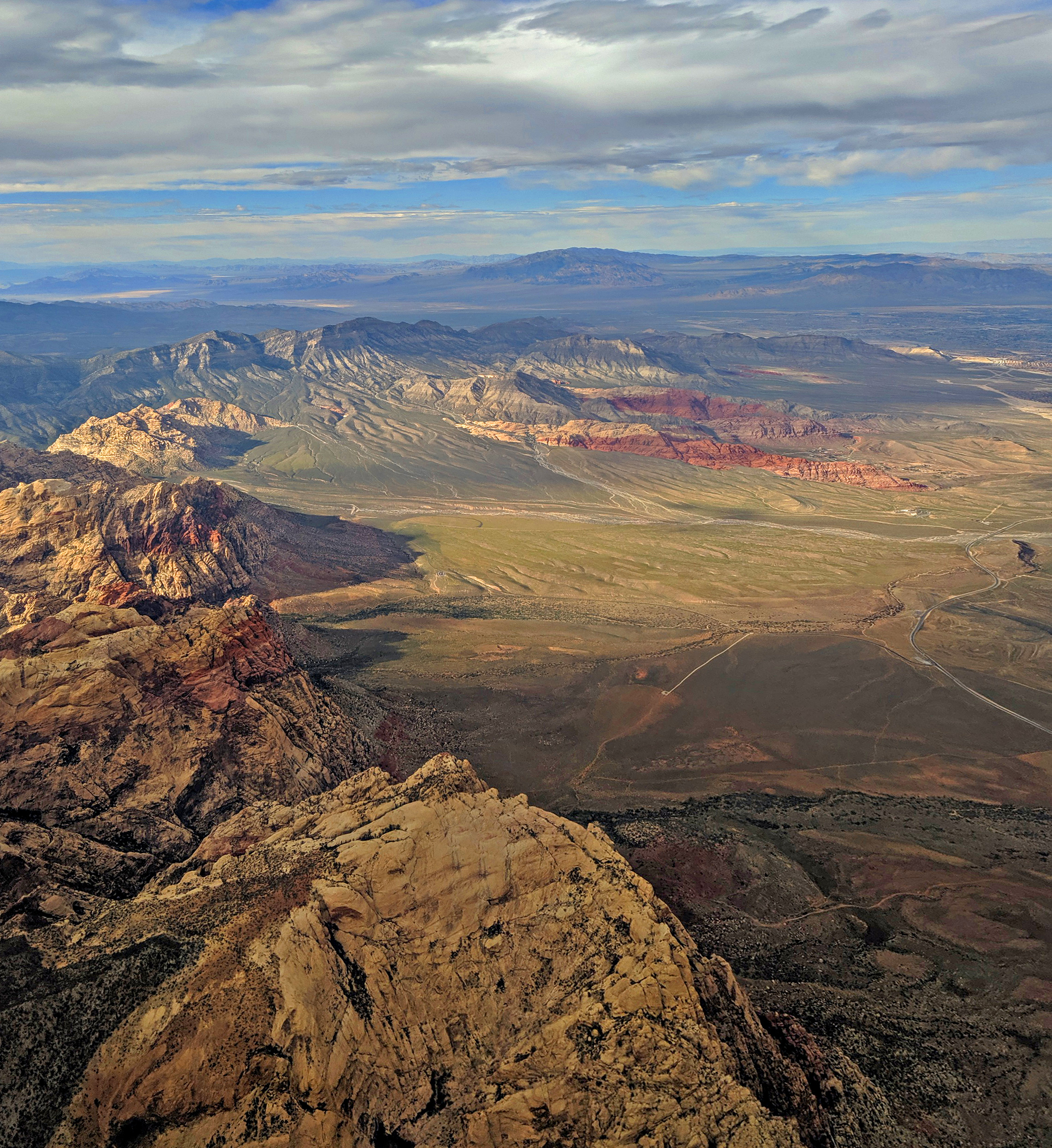
紅岩谷遠觀

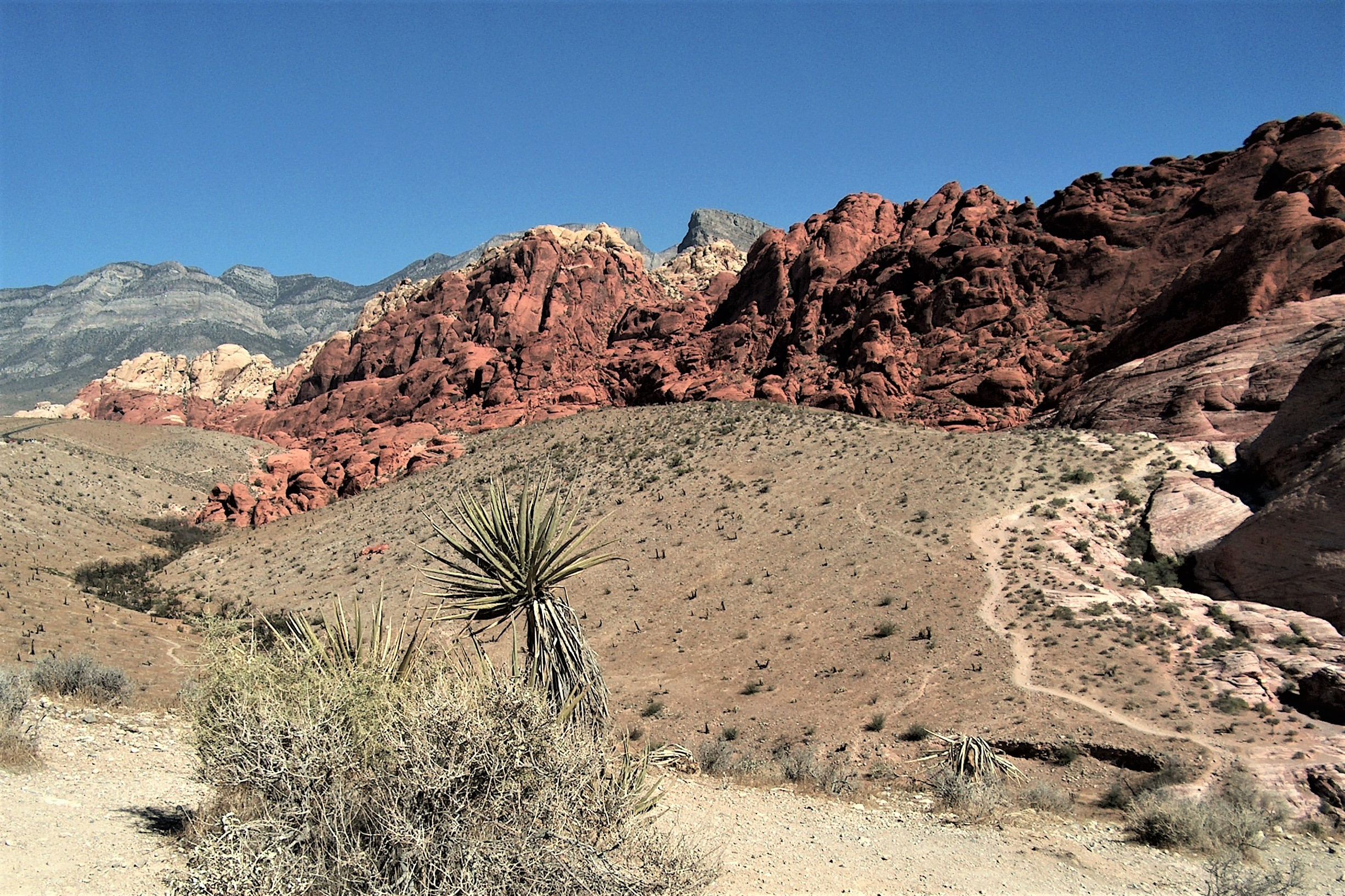
紅岩谷近觀

紅岩谷（英語：Red Rock Canyon）是位於美國內華達州的一個旅游勝地，離拉斯維加斯以西約24公里。每年有超過 300 萬人造訪該地區。顧名思義，該區出露了由一組紅色岩層組成的山峰和岩壁，高達910米。成為徒步旅行和攀岩著目的地。
紅岩谷有一條長21公里的單向環路，在車内可欣賞該地區的許多景點。也有停車場連接徒步小路通往山丘，近觀山體岩壁。

## 地質岩層
紅岩谷出露的紅色岩層是阿茲特克砂岩相當於在科羅拉多高原的納瓦荷砂岩， 都屬侏羅紀的風成岩。此套砂岩在火焰浪地區也有出露。兩地區的阿茲特克砂岩都由兩個由顔色不同的兩個地層組成。下層厚100公尺抗風化力高 砂岩本身為粉紅色，但在露頭中呈現棕褐色至灰白色。可觀察到具交錯層理的透鏡體。 砂岩中的石英顆粒具毛玻璃表面並被二氧化矽膠結。上層厚200公尺，抗風化力低，由交替的白色石英砂岩和紅色至棕色粉質砂岩組成。
砂岩的紅色是來自石英顆粒之間的填充物的顔色。最常見的填充物是赤鐵礦、針鐵礦和褐鐵礦.

## 風化殼

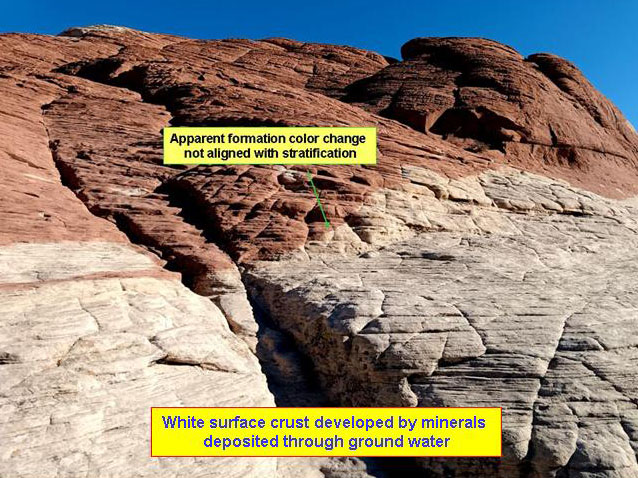
岩石表面色彩的變化和層理不平行

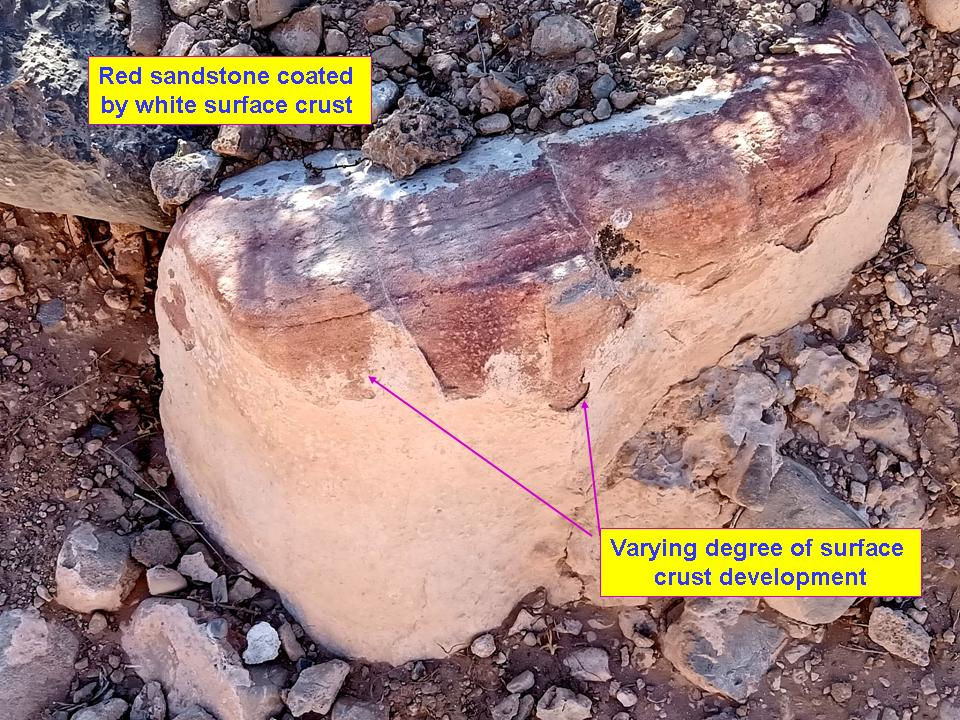
不同發育程度的風化殼

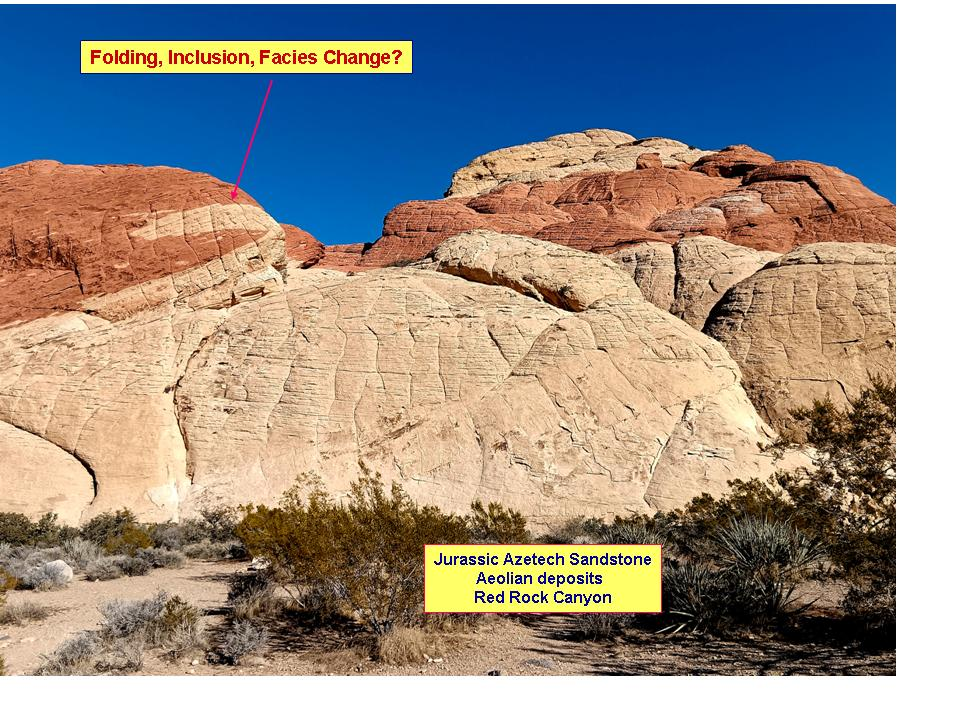
風化殼的覆蓋是局部的而且和岩石的層理不平行

阿茲特克砂岩底段原本是紅色的，但在本區大部分呈白色。這是因爲被白色的風化 殼覆蓋。風化殼是由地下水流出岩石表面后，沉積其所繫帶的礦物而形成。因此風化殼的形成也受岩石的孔隙率的影響。有些風化殼的覆蓋是局部的而且和岩石的層理不平行。當風化殼被剝落時，可看到内部的紅色砂岩。當風化殼積聚成厚層時，就會造成類似白袋地區的花椰菜岩(Cauliflower Rock)。

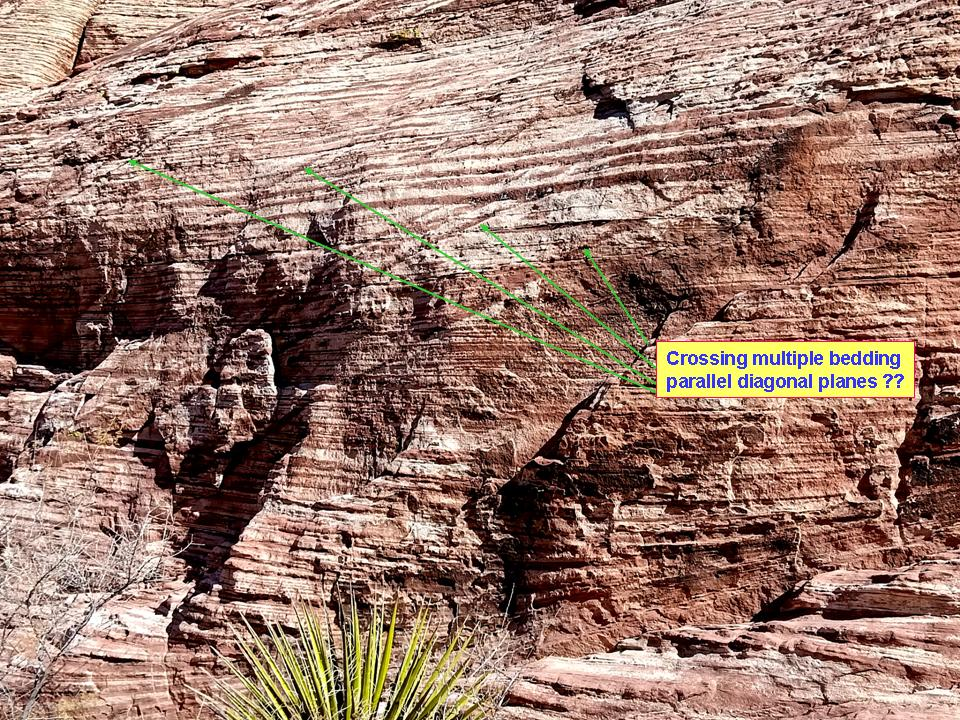
節理面在岩石表面呈紅色平行綫條。斜切層理面

節理面也是地下水通道之一，因此也能在空隙閒，沉積地下水所繫帶的礦物。在本區節理面是是岩石石化不久形成的，當時地下水所繫帶的礦物是赤鐵礦等氧化鐵礦物， 所以節理面在岩石表面呈紅色平行綫條。斜切層理面。

## 地質構造運動

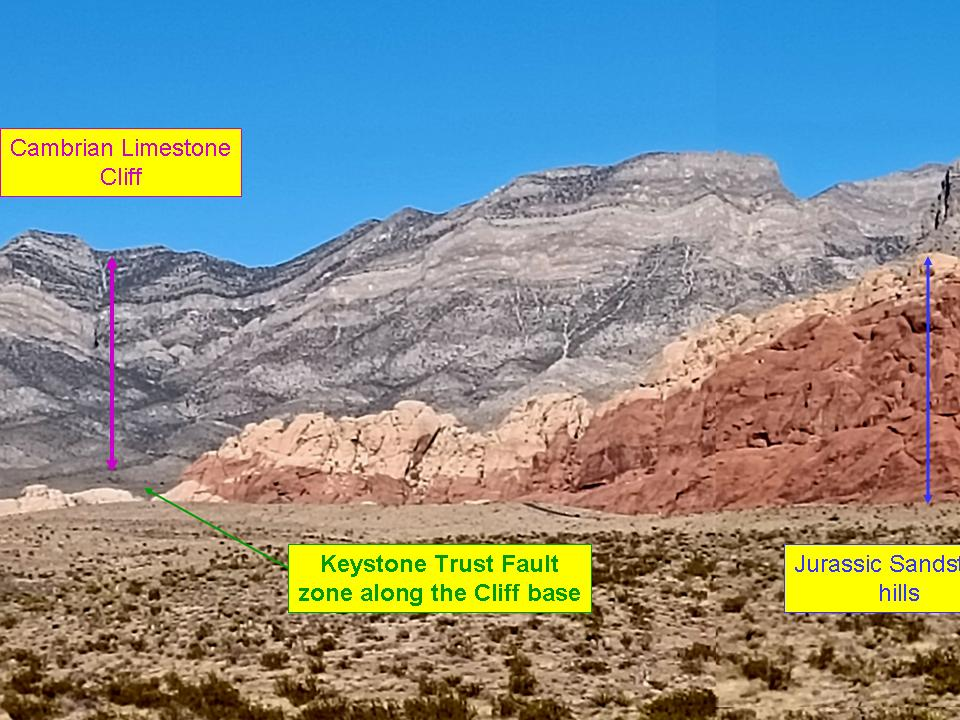
寒武紀灰色石灰岩逆衝到年代輕的侏羅紀紅色砂岩之上

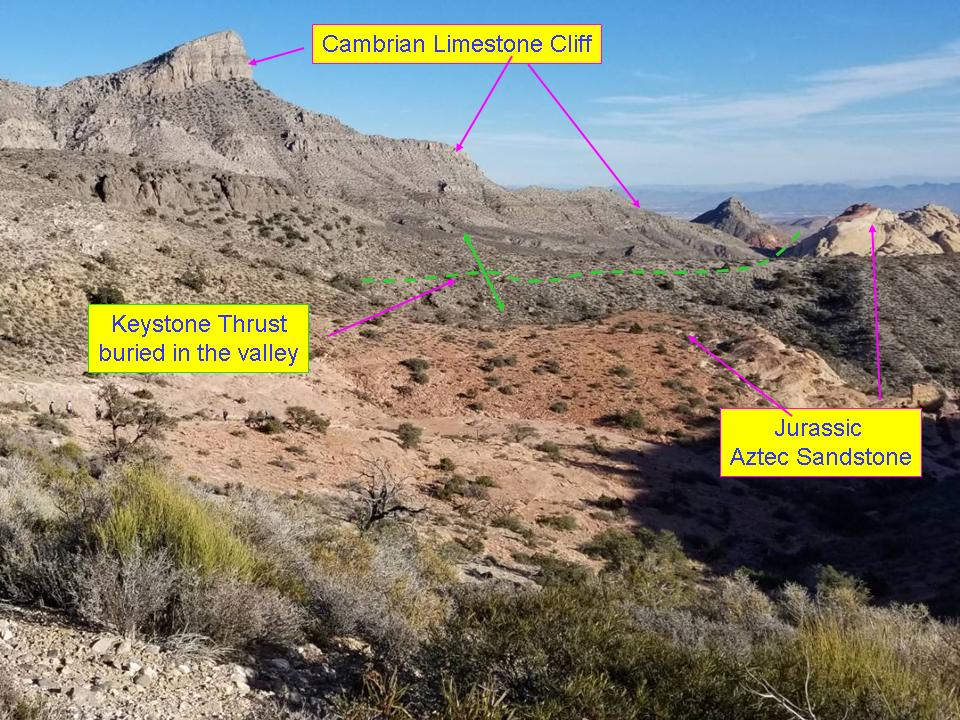
在懸崖之底，基斯通逆衝斷層（Keystone Thrust）被埋藏在山谷之中

在大約6,600萬年前，本區經歷到拉拉米德造山運動（Laramide orogeny ）。此期造山運動形成的基斯通逆衝斷層（KeystoneThrust）貫穿本區，使老的寒武紀灰色石灰岩覆蓋到年代輕的侏羅紀紅色砂岩之上。基斯通是一系列逆衝斷層的一部分，這些斷層貫穿北美西部大部分地區。基斯通斷層在本區造成綿延21公里的大懸崖。斷層帶本身坐落在大懸崖底部，現已被後期沉積物淹沒.